# Cabillus lacertops
Cabillus lacertops är en fiskart som beskrevs av Smith, 1959. Cabillus lacertops ingår i släktet Cabillus och familjen smörbultsfiskar. Inga underarter finns listade.